# سيترونيلال
سيترونيلال أو رودينال أو 3,7-dimethyloct-6-en-1-al وصيغته (C10H18O) هو نوع من التربينويدات الأحادية، وهي المُكون الرئيسي في خليط من المركبات الكميائية التربينويدية التي تُكسب زيت السيترونيلا رائحة الليمون المميزة.
إن السيترونيلال مكون رئيسي يمكن تنقيته في الزيوت المقطرة التي تأتي من نبات الإذخر،  ومن الصمغ ذي رائحة الليمون، وشجرة الشاي ذات رائحة الليمون. يكون المصاوغ المرآتي (–)-(S)- في السيترونيلال حتى 80% من زيت أوراق ليمون الكافير الحامض، كما أنه المركب الذي يكسبه رائحته المميزة.
للسيترونيلال خواص طاردة للحشرات، كما أثبتت الأبحاث مفعوله القوي في طرد الناموس. بالإضافة إلى ذلك، أثبتت الأبحاث أنه مضاد فعَال للفطريات.